# Kleine aardhutia
De kleine aardhutia (Mesocapromys sanfelipensis)  is een zoogdier uit de familie van de stekelratten (Echimyidae). De wetenschappelijke naam van de soort werd voor het eerst geldig gepubliceerd door Varona & Garrido in 1970.

## Voorkomen
De soort komt voor in Cuba.